# Demirel (Name)
Demirel (türkisch: demir = „Eisen“ und el = „Hand“, somit also übersetzt „Eisenhand“) ist ein türkischer männlicher Vorname und Familienname.

## Namensträger

### Familienname
- Ali Demirel (* 2003), deutsch-türkischer Fußballspieler
- Bektaş Demirel (* 1976), türkischer Judoka
- Filiz Demirel (* 1964), deutsch-türkische Politikerin (GAL Hamburg)
- Gülseren Demirel (* 1964), deutsch-türkische Sozialpädagogin und Politikerin (Bündnis 90/Die Grünen)
- Mithat Demirel (* 1978), deutscher Basketballspieler
- Molla Demirel (* 1948), deutsch-türkischer Lyriker und Erzähler kurdischer Herkunft
- Özlem Demirel-Böhlke (* 1984), türkisch-deutsche Politikerin (Die Linke) kurdischer Herkunft, MdL
- Sevda Demirel (* 1972), türkische Schauspielerin und Sängerin
- Süleyman Demirel (1924–2015), türkischer Politiker, Staats- und Ministerpräsident
- Türkü Su Demirel (* 1988), türkische Schauspielerin
- Volkan Demirel (* 1981), türkischer Fußballtorhüter